# En dators födelse
En dators födelse är en bok skriven av Tracy Kidder. Boken beskriver på ett initierat sätt hur Data General skapade datorn MV/8000. Boken vann Pulitzerpriset 1982.
Boken börjar med en intressekonflikt mellan två utvecklingsteam på Data General, en minidatortillverkare på 1970-talet. De flesta seniora utvecklarna får det åtråvärda uppdraget att utveckla nästa generations dator under namnet Fountainhead i North Carolina. Datorn ska tävla med konkurrenten Digital Equipment Corporations VAX-dator.
På huvudkontoret i Westborough i Massachusetts får de kvarvarande utvecklarna uppdraget att utveckla existerande produkter. Tom West startar då projektet Eagle som blir en backupplan om Fountainhead-projektet misslyckas. West tar risker för att klara att utveckla projektet i tid genom ny teknologi och att engagera nyexaminerade utan erfarenhet av komplexa projekt. Boken följer sedan utvecklarna i deras arbete med att utveckla datorn.